# 6·25 전쟁일
6·25 전쟁일은 대한민국에서 6.25 전쟁을 상기하고 멸공 정신을 되새기는 기념일로, 매년 6월 25일이다. 예전에는 6·25 사변일이라 불렸다.
1950년 6월 25일 새벽 조선인민군이 기습 남침함으로써 1953년 7월 27일 휴전이 성립될 때까지 약 3년 1개월 동안 계속된 전쟁으로 '한국 전쟁'이라고도 한다. 대한민국 국군의 결사적인 항전과 유엔군의 참전, 더글러스 맥아더 장군이 지휘한 인천 상륙 작전 등으로 연합군은 전쟁 초의 열세를 극복하고 두만강까지 진격하였다. 그러나 중국인민지원군이 전쟁에 개입하자 전선은 교착 상태에 빠지고, 마침내 1953년 7월 27일 휴전 성립으로 많은 손실을 가져온 6.25 전쟁은 일단락되었다.

### 6·25의 노래
1. 아아 잊으랴 어찌 우리 이날을 

조국을 원수들이 짓밟아 오던 날을 

맨 주먹 붉은 피로 원수를 막아내어 

발을 굴러 땅을 치며 의분에 떤 날을 

(후렴) 이제야 갚으리 그날의 원수를 

쫓기는적의 무리 쫓고 또 쫓아 

원수의 하나까지 쳐서  무찔러 

이제야 빛내리 이 나라 이 겨레 

2. 아아 잊으랴 어찌 우리 이날을  

불의의 역도들을 멧도적 오랑캐를 

하늘의 힘을 빌어 모조리 쳐부수어 

흘려온 값진 피의 원한을 풀으리 

3. 아아 잊으랴 어찌 우리 이날을 

정의는 이기는 것, 이기고야 마는 것 

자유를 위하여서 싸우고 또 싸워 

다시는 이런 날이 오지 않게 하리

## 같이 보기
- 대한민국의 기념일
- KBS 1TV
- MBC TV
- SBS TV